# Mimulosia albipicta
Mimulosia albipicta är en fjärilsart som beskrevs av De Toulgoët 1958. Mimulosia albipicta ingår i släktet Mimulosia och familjen björnspinnare. Inga underarter finns listade i Catalogue of Life.